# Crambe strigosa
Crambe strigosa är en korsblommig växtart som beskrevs av L'hér.. Crambe strigosa ingår i släktet krambar, och familjen korsblommiga växter. IUCN kategoriserar arten globalt som livskraftig. Inga underarter finns listade i Catalogue of Life.

## Bildgalleri

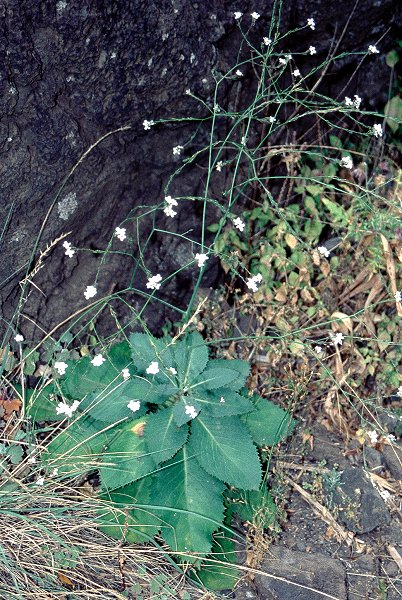